# Cesare Rickler
Cesare Gianfranco Rickler Del Mare (Viareggio, 18 marzo 1987) è un pilota di rally ed ex calciatore italiano, di ruolo difensore.

## Biografia
Il nonno materno di Rickler è Gianfranco Dell'Innocenti, che a sua volta era stato calciatore di Serie A negli anni cinquanta con le maglie di Roma, SPAL, Udinese, Bologna e L.R. Vicenza.

## Carriera

### Calcio

#### Club
Inizia a giocare nella scuola calcio del Lido di Camaiore, seguito direttamente dal nonno. Fatta tutta la trafila fino ai Giovanissimi, passa alla Pistoiese, ma, dopo appena una stagione di militanza in maglia arancione, si trasferisce nelle giovanili del Pisa. Nell'estate del 2004, il Chievo lo rileva in prestito dalla formazione toscana e, dopo una stagione nel campionato Primavera, ne riscatta il cartellino.
Colleziona alcune panchine in Serie A nella stagione 2005/06, la prima delle quali il 5 marzo 2006 in Chievo Verona-Lazio 2-2) alle dipendenze dell'allenatore Giuseppe Pillon. Nella stagione successiva, dopo aver collezionato quattro presenze in Coppa Italia, nelle partite di andata e ritorno contro Reggina e Sampdoria, oltre ad altre panchine nella massima serie, l'allenatore Luigi Delneri lo fa esordire in campionato mercoledì 18 aprile 2007 nell'incontro Lazio-Chievo terminato 0-0, facendolo entrare a 6 minuti dalla fine al posto di Marchese. Il 28 aprile seguente contro la Fiorentina arriva il debutto dal primo minuto. Nella stagione disputa complessivamente 4 partite nella massima serie, rimanendo con i veneti anche per l'annata successiva, dopo la retrocessione in Serie B, durante la quale scende in campo 17 volte.
Il 1º settembre 2008 la squadra clivense lo cede in prestito con diritto di opzione al Piacenza. Fa il suo debutto in biancorosso il 13 settembre nel pareggio per 1-1 in casa del Livorno e segna la sua prima rete il 1º novembre su calcio di rigore nel pareggio per 1-1 contro il Parma. Nel corso della stagione realizza ancora un'altra rete.
Il 7 agosto 2009 passa in prestito al Modena, dove disputa una stagione da titolare sotto la guida tecnica di Stefano Pioli.
Il 17 agosto 2010 la società gialloblu lo cede nuovamente in prestito al Piacenza.
Comincia la stagione da titolare, tuttavia durante la partita contro l'Empoli si infortuna, rimanendo così indisponibile per un lungo periodo.
Il primo gol stagionale con la maglia dei piacentini arriva il 12 febbraio 2011 nella vittoria per 4-0 sul Grosseto.. A fine stagione totalizza 23 presenze in campionato e due nei play-out con un gol segnato.
Il 28 giugno 2011 si trasferisce in comproprietà al Bologna.
Fa il suo debutto con la maglia del Bologna il 23 novembre nel quarto turno di Coppa Italia contro il Crotone, venendo espulso al trentatreesimo minuto del secondo tempo.
Al termine della stagione né il Bologna né il Chievo depositano una busta per il suo riscatto, così facendo il suo cartellino diventa interamente di proprietà della società emiliana, tuttavia, poco dopo, la società rossoblù chiede la rescissione del contratto e 2 milioni di euro di risarcimento a causa del coinvolgimento di Rickler nello scandalo calcioscommesse.
Rimasto comunque sotto contratto con il Bologna, dopo la riduzione della squalifica, nell'estate 2013 passa in prestito al Mantova, militante in Seconda Divisione. Fa il suo debutto con i lombardi il 28 agosto 2013 nella partita di Coppa Italia Lega Pro vinta per 5-1 in casa del Castiglione. Segna la sua prima rete con i virgiliani il 29 settembre successivo nella vittoria per 4-1 in casa del Bra.
Rientrato al Bologna, viene ceduto nuovamente in prestito, questa volta al Prato. Debutta con i toscani il 9 agosto 2014 nella partita persa per 1-0 contro la Juve Stabia valida per il primo turno di Coppa Italia. Terminata la stagione con 13 presenze in campionato e una in Coppa Italia, fa ritorno al Bologna dove non viene inserito nella lista di 25 giocatori per il campionato di Serie A. Scaduto il contratto con i felsinei termina de facto la carriera di calciatore. Il ritiro dal calcio viene confermato dallo stesso giocatore nel 2017, dopo la prima partecipazione alla Dakar.

#### Nazionale
Rickler vanta due presenze con la nazionale Under-20 e una convocazione con l'Under-21, entrambe nel 2007.

### Rally raid
Nel 2017 partecipa per la prima volta alla Dakar categoria camion classe T4.3 con un Iveco Eurocargo in assistenza al team RT, gestito dal padre, portandola a termine al quarantesimo posto.
Dopo aver saltato la partecipazione nel 2018, torna a prendere parte al rally raid nel 2019, sempre alla guida di un Iveco Eurocargo con funzioni di assistenza, non riuscendo a portare a termine la gara. Nel 2020, alla terza partecipazione, riesce, invece, a raggiungere il traguardo.
Tra il 2022 e il 2024 prende regolarmente parte alla gara con un MAN TGS in assistenza agli altri equipaggi del team gestito dal padre ritirandosi in tutte e tre le occasioni, rispettivamente durante la dodicesima, la quattordicesima e la dodicesima tappa.

## Calcioscommesse
Dopo che nell'interrogatorio del giocatore del Piacenza Carlo Gervasoni, arrestato nell'ambito dell'inchiesta calcioscommesse, Cesare Rickler viene citato da Gervasoni, secondo cui il difensore toscano avrebbe fatto parte di un'organizzazione insieme a Federico e Michele Cossato. A seguito di ciò Rickler
viene iscritto nel registro degli indagati da parte del pubblico ministero. L'8 maggio 2012 viene deferito dalla Procura federale della Figc.
Il 1º giugno il procuratore federale Stefano Palazzi richiede per lui 3 anni e 6 mesi di squalifica.
Il 18 giugno in primo grado la Commissione Disciplinare della FIGC lo squalifica per 4 anni. La squalifica viene poi confermata anche in secondo grado.
Il 24 aprile 2013, il TNAS gli riduce la squalifica a 1 anno e 2 mesi.
Il 9 febbraio 2015 la procura di Cremona termina le indagini e formula per lui e altri indagati le accuse di associazione a delinquere e frode sportiva.

## Statistiche

### Presenze e reti nei club
Statistiche aggiornate all'8 febbraio 2015.
| Stagione        | Squadra         | Campionato      | Campionato | Campionato | Coppe nazionali | Coppe nazionali | Coppe nazionali | Coppe continentali | Coppe continentali | Coppe continentali | Totale | Totale |
| Stagione        | Squadra         | Comp            | Pres       | Reti       | Comp            | Pres            | Reti            | Comp               | Pres               | Reti               | Pres   | Reti   |
| --------------- | --------------- | --------------- | ---------- | ---------- | --------------- | --------------- | --------------- | ------------------ | ------------------ | ------------------ | ------ | ------ |
| 2005-2006       | Chievo          | A               | 0          | 0          | CI              | 0               | 0               | -                  | -                  | -                  | 0      | 0      |
| 2006-2007       | Chievo          | A               | 4          | 0          | CI              | 4               | 0               | UCL+CU             | 0                  | 0                  | 8      | 0      |
| 2007-2008       | Chievo          | B               | 17         | 0          | CI              | 0               | 0               | -                  | -                  | -                  | 17     | 0      |
| Totale Chievo   | Totale Chievo   | Totale Chievo   | 21         | 0          |                 | 4               | 0               |                    | 0                  | 0                  | 25     | 0      |
| 2008-2009       | Piacenza        | B               | 20         | 2          | CI              | 0               | 0               | -                  | -                  | -                  | 20     | 2      |
| 2009-2010       | Modena          | B               | 34         | 0          | CI              | 0               | 0               | -                  | -                  | -                  | 34     | 0      |
| 2010-2011       | Piacenza        | B               | 23+2       | 1          | CI              | 0               | 0               | -                  | -                  | -                  | 23+2   | 1      |
| Totale Piacenza | Totale Piacenza | Totale Piacenza | 43+2       | 3          |                 | 0               | 0               |                    | -                  | -                  | 43+2   | 3      |
| 2011-2012       | Bologna         | A               | 0          | 0          | CI              | 1               | 0               | -                  | -                  | -                  | 1      | 0      |
| 2012-2013       | Bologna         | A               | 0          | 0          | CI              | 0               | 0               | -                  | -                  | -                  | 0      | 0      |
| 2013-2014       | Mantova         | 2D              | 14         | 2          | CILP            | 1               | 0               | -                  | -                  | -                  | 15     | 2      |
| 2014-2015       | Prato           | LP              | 13         | 0          | CI+CILP         | 1+0             | 0               | -                  | -                  | -                  | 14     | 0      |
| 2015-2016       | Bologna         | A               | 0          | 0          | CI              | 0               | 0               | -                  | -                  | -                  | 0      | 0      |
| Totale Bologna  | Totale Bologna  | Totale Bologna  | 0          | 0          |                 | 1               | 0               |                    | -                  | -                  | 1      | 0      |
| Totale          | Totale          | Totale          | 125+2      | 5          |                 | 7               | 0               |                    | -                  | -                  | 134    | 5      |

## Palmarès

### Club

#### Competizioni nazionali
- Campionato italiano di Serie B: 1

Chievo Verona: 2007-2008

## Risultati nel Rally Dakar
| Anno | Classe | Scuderia       | Vettura         | Pos. | TV |
| ---- | ------ | -------------- | --------------- | ---- | -- |
| 2017 | Camion | -              | Iveco EuroCargo | 40°  | 0  |
| 2019 | Camion | -              | Iveco EuroCargo | Rit  | 0  |
| 2020 | Camion | -              | Iveco EuroCargo | Rit  | 0  |
| 2022 | Camion | -              | MAN TGS         | Rit  | 0  |
| 2023 | Camion | -              | MAN TGS         | Rit  | 0  |
| 2024 | Camion | TH-Trucks Team | MAN TGS         | Rit  | 0  |
| 2025 | Camion | TH-Trucks Team | MAN TGS         | Rit  | 0  |